# Ярошенка
Яроше́нка — село в Україні, у Жмеринській міській громаді Жмеринського району Вінницької області.

## Історія
Згідно з випискою з протоколу № 2 засідання комісії ПГКК і РКІ від 11 грудня 1924 року щодо перегляду матеріалів колишніх поміщицьких маєтків маєток поміщика Княжицького при селі Ярошенка складався з 150 десятин землі. На той час поміщик проживав на місці і користувався 10,5 десятин землі. Рішення райкомісії було залишити все на місці.
12 червня 2020 року, відповідно до Розпорядження Кабінету Міністрів України від  № 707-р «Про визначення адміністративних центрів та затвердження територій територіальних громад Вінницької області», увійшло до складу Жмеринської міської громади.
19 липня 2020 року, в результаті адміністративно-територіальної реформи та ліквідації Жмеринського району, село увійшло до складу новоутвореного Жмеринського району.

## Населення
2001 року в селі нараховувалось 66 будинків і проживало 106 осіб.

## Транспорт
Неподалік села знаходяться зупинковий пункт Митланівка і станція Ярошенка на електрифікованій магістральній залізниці напрямку Жмеринка — Вапнярка — Одеса. Там зупиняються приміські електропоїзди сполученням Вапнярка — Жмеринка і регіональний поїзд сполученням Київ — Рахни.